# Boca del Cerro
Boca del Cerro är en ort i Mexiko.   Den ligger i kommunen Tenosique och delstaten Tabasco, i den sydöstra delen av landet, 800 km öster om huvudstaden Mexico City. Boca del Cerro ligger 20 meter över havet och antalet invånare är 460.
Terrängen runt Boca del Cerro är platt åt nordost, men åt sydväst är den kuperad. Runt Boca del Cerro är det ganska glesbefolkat, med 34 invånare per kvadratkilometer. Närmaste större samhälle är Tenosique de Pino Suárez, 7,8 km öster om Boca del Cerro. I omgivningarna runt Boca del Cerro växer i huvudsak städsegrön lövskog.